# مغالطة الاستمرارية
مغالطة الاستمراريَّة (continuum fallacy)، وتُسمَّى أحياناً مغالطة رسم الخط ، هي إحدى المغالطات غير الرسمية التي ترتبط ارتباطاً وثيقاً بمفارقة سوريتس أو "مفارقة الكومة"، في هذه المغالطة يرفض المرء أي ادعاءٍ غامض لمجرَّد أنَّه ليس دقيقاً أو واضحاً كفاية على النحو الذي يرغب به شخصياً، ولكنَّ غموض قضية لا يعني بالضرورة أنَّها باطلة أو خاطئة.
المغالطة هنا هي الحجة القائلة بأنَّه لا يمكن اعتبار حالتين متمايزتين لأنَّه يوجد بينهما سلسلة متصلة ومستمرة من الحالات.

## العلاقة مع مفارقة سوريتس
بالمعنى الحرفي تشير مفارقة سوريتس أو مفارقة الكومة إلى الحالات المنفصلة في موضوع ما فمثلاً في كومة الرمل التي تحتوي على مليون حبة رمل هناك مليون حالة منفصلة ممكنة، في حين تشير مغالطة الاستمرارية إلى الحالات التي تبدو أنها متصلة أو يوجد بينها سلاسل مستمرة متصلة، والسؤال الذي يطرح نفسه هنا هل يوجد أي استمراريَّة مادية في العالم؟؟، ففي حين أنَّ الفيزياء النيوتنية تقدم العالم المادي على أنَّه سلسلة متصلة مستمرة، تصوغ الفيزياء الكمومية الحديثة مبادئ وقوانين تجعل من العالم وحدات منفصلة عن بعضها، بالرغم من هذا الاختلاف الجوهري بين مفارقة سوريتس ومغالطة الاستمرارية ولكنَّ أي حجة تستخدم ضدَّ واحدة منهما يمكن استخدامها ضدَّ الأخرى.